# Supportersrellen rond AS Nancy-Lorraine - Feyenoord (2006)

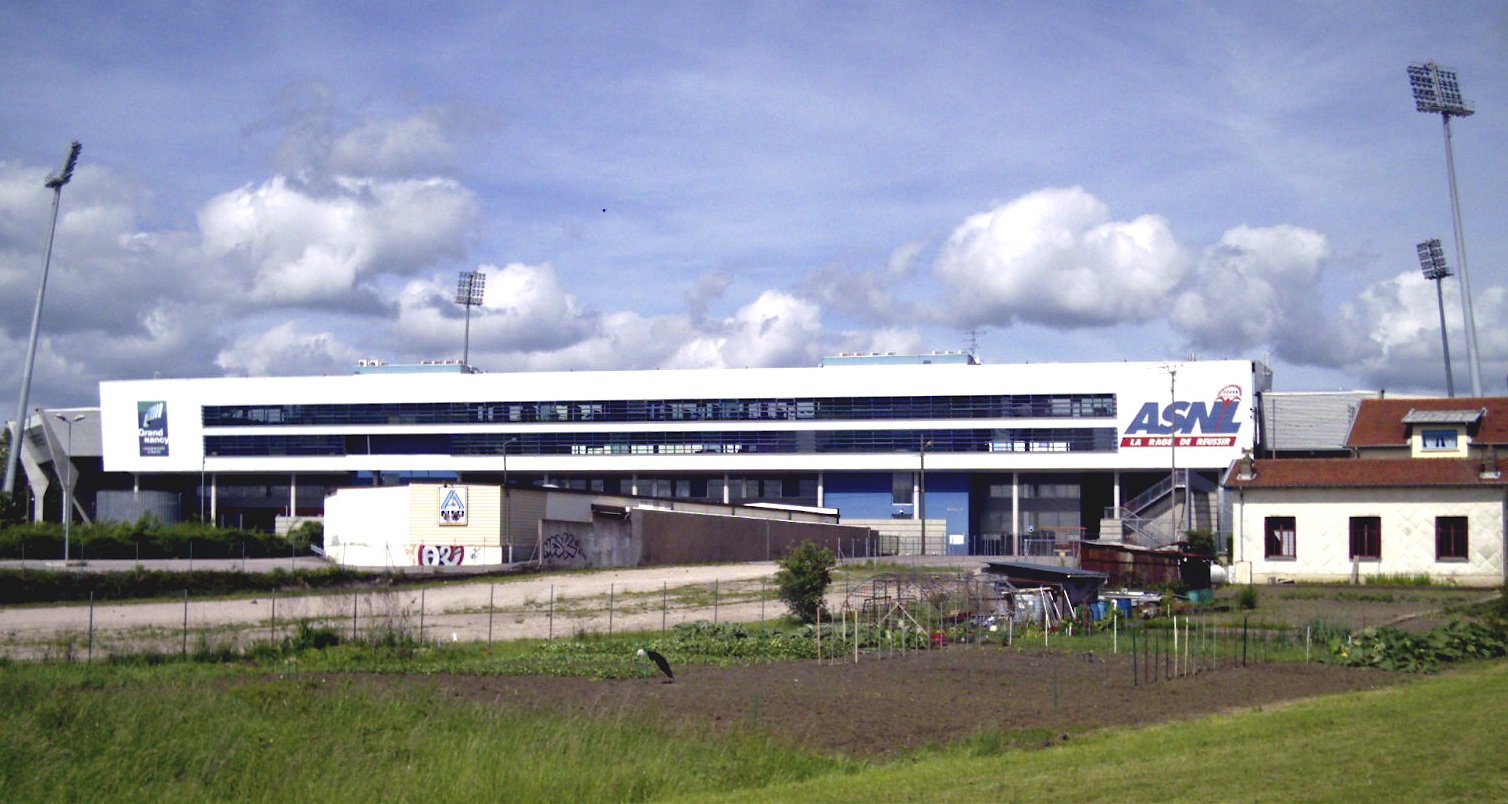
Stadion Marcel Picot, omgeving van de supportersrellen

De supportersrellen rond de wedstrijd tussen AS Nancy-Lorraine en Feyenoord op 30 november 2006 waren ernstige ongeregeldheden rondom een voetbalwedstrijd die leidden tot de uitsluiting van Feyenoord voor verdere deelname aan de UEFA Cup.

## Voorgeschiedenis
Feyenoord werd eerder gestraft naar aanleiding van ongeregeldheden in de Europa Cup. In het UEFA Cup-seizoen 2004-2005 speelde Feyenoord tegen Sporting Lissabon. Nadat Feyenoord in Lissabon al met 2-1 had verloren, verloor de ploeg in Stadion Feijenoord wederom met 2-1. Spelers van Sporting werden bekogeld met onder meer aanstekers en munten. Eén speler werd geraakt, waardoor Feyenoord veroordeeld wordt tot een boete. Tevens moest in het UEFA Cup-seizoen 2005-2006 de eerste wedstrijd thuis zonder publiek spelen. Eerder waren er ongeregeldheden, zoals tegen FC Basel en in de jaren 90 tegen VfB Stuttgart.

## Loting
Bij de loting voor het UEFA Cup-seizoen 2006-2007 was het bestuur van Feyenoord daarom ook op zijn hoede. Feyenoord zat bij Nancy in de poule. Het bestuur van Feyenoord had aan het bestuur van Nancy laten weten, dat er geen losse verkoop van toegangskaarten moest komen. Het bestuur was bij de bekendmaking van de loting al bang, dat mensen op de bonnefooi naar Nancy zouden komen om kaartjes te kopen. Feyenoord had besloten om voor de wedstrijd de tickets geregistreerd te verkopen. In totaal werden ruim 1200 kaartjes geregistreerd verkocht aan Feyenoord-supporters. In Nancy waren er echter zo'n 3000 Feyenoord-supporters aanwezig. De rest had via de losse verkoop kaarten weten te bemachtigen of waren op de bonnefooi naar Nancy afgereisd.

## Dag van de wedstrijd
Voor de UEFA Cup 2006/07 speelde Feyenoord op 30 november 2006 uit tegen het Franse AS Nancy-Lorraine. In de middag wilden de supporters naar het stadion van Nancy gaan. De politie hield de groep echter tegen. Hierdoor ontstonden er rellen. Dit resulteerde weer in verkeersopstoppingen en vernielingen in en van trams. Zo is er van een tram het meubilair vernield, zijn ruiten ingegooid en is deze uit de rails getild. Hierna heeft de politie de Feyenoordsupporters naar het stadion begeleid. Het bestuur van Nancy wilde zo veel mogelijk Nederlanders van de straat en in het stadion. Hierdoor kon het gebeuren, dat ook Feyenoordsupporters die geen kaartje hadden, toch het stadion in konden komen.

## Wedstrijd
Eenmaal in het stadion was het wel weer even rustig, totdat Feyenoord achter kwam te staan. Om de supporters tot rust te manen gebruikte de politie traangas. Supporters in het Feyenoordvak raakten in paniek en vernielden een hek en gingen naar het naastgelegen vak. De ME stuurde ze weer terug. De supporters wilden het stadion verlaten, maar ook bij de uitgang werden ze teruggedreven naar het vak. De supporters zaten als haringen in de ton en er kwamen opstootjes. De wolk traangas dreef het veld op. Onder andere Henk Timmer had hier last van en kon niet meer verder keepen. De wedstrijd werd toen gestaakt, maar later werd hij toch uitgespeeld. Ook vlak na de wedstrijd waren er veel rellen en vernielingen. Kroegen en andere uitgaansgelegenheden moesten voortijdig de deuren sluiten. Feyenoord verloor de wedstrijd zelf uiteindelijk met 3-0.

## Sancties
Op 23 november 2006 werd tijdens de wedstrijd tussen Feyenoord en Blackburn Rovers een speler van Blackburn bekogeld met een beker bier. De UEFA zal deze wedstrijd afzonderlijk bekijken en ook een afzonderlijke straf aan Feyenoord geven. Op 7 december 2006 deed de UEFA uitspraak in eerste aanleg. Feyenoord werd veroordeeld tot een boete van €125.000,-- en twee wedstrijden zonder publiek. Dit laatste met een proeftijd van 2 jaar. De supporters hebben opgeroepen, om de €125.000,-- zelf te betalen. Ook moet Feyenoord contact opnemen met AS Nancy, om de geleden schade in Nancy te vergoeden. De UEFA tekende echter beroep aangetekend tegen de straf. De zaak werd in januari 2007 opnieuw behandeld. Feyenoord werd voor de rest van het UEFA Cup-seizoen geschorst en veroordeeld tot een boete van 100.000 Zwitserse frank (61.810 euro). Door de rellen rondom deze wedstrijd is deze avond in de media aangeduid als een zwarte donderdag voor Feyenoord. Feyenoord vocht het beroep aan bij het CAS, maar dat leverde niets op. 